# Adnan al-Atassi
ʿAdnān al-Atāsī (in arabo ﻋﺪﻧﺎﻥ ﺍلاﺗﺎﺳﻲ‎?; 1905 – Beirut, 1969) è stato un giurista e diplomatico siriano.
Figlio del primo Presidente della Repubblica di Siria, Hashim al-Atassi, ʿAdnān si laureò in Giurisprudenza nell'Università di Damasco, completando poi la propria formazione universitaria addottorandosi in Diritto internazionale nell'Università di Losanna. Dal 1932 divenne professore di Diritto nell'Università di Damasco. 

Nel 1938 entrò a far parte del corpo diplomatico del suo Paese e fu incaricato nel 1945 d'avviare le relazioni diplomatiche della Siria (da poco affrancatasi dal Mandato francese), istituendo le prime delegazioni diplomatiche della Siria a Parigi, Madrid, Bruxelles, Ginevra e in Vaticano.
A partire dal 1943 partecipa attivamente alla vita politica (è deputato a Homs, ministro dei Lavori Pubblici, ministro della Giustizia) diventando uno dei leader del Partito del Popolo (Ḥizb al-Shaʿb), che succede al Blocco Nazionale (al-Jabha al-Wataniyya) che, sotto l'egida di suo padre Hashim aveva portato all'indipendenza la Siria.
La Siria diventa allora una pedina nel gioco della guerra fredda, per cui il potere civile eletto dai cittadini deve fronteggiare le pressioni dei militari alleati del partito Ba'th, affascinati dal “socialismo rivoluzionario” del presidente egiziano Gamal Abdel Nasser.

Adnan al-Atassi credeva che il “socialismo rivoluzionario” fosse un miraggio che avrebbe portato non già alla “Waḥda, Ḥurriyya, Ishtirākiyya” (Unità araba, Libertà, Socialismo) ma - come in effetti avvenne - alla dittatura dei militari. Credeva che un regime parlamentare alleato dell'Occidente (sull'esempio della Turchia) avrebbe offerto la sola via per riavvicinare progressivamente la Siria agli standard delle democrazie occidentali.

Nel 1956, non a caso, viene arrestato dai militari, giudicato da una Corte Marziale militare e condannato a morte. Sentenza commutata poi nell'ergastolo, a causa delle forti pressioni di molti capi di Stato del mondo arabo (tra cui il Libano, l'Arabia Saudita, la Giordania). 
Liberato nel 1960, si trasferì a vivere nel confinante Libano, fino alla sua morte avvenuta nel 1969, tornando una sola volta in patria, nello stesso 1960, per accorrere al capezzale del padre morente. I militari e i “socialisti rivoluzionari”, al potere pressoché ininterrottamente da allora (con Sami al-Hinnawi, Adib al-Shishakli, Shukri al-Quwwatli, Hafiz al-Asad e suo figlio Baššār), finirono col constatare l'esattezza delle sue previsioni, giacché proprio essi finirono con l'instaurare una dittatura ereditaria, ben lontana dagli standard di un'accettabile, per quanto imperfetta, democrazia.